# Невертон Мартінс Да Сілва
Невертон Мартінс Да Сілва (порт.-браз. Newerton Martins da Silva; нар. 3 червня 2005, Палмаріс, Пернамбуку, Бразилія) — бразильський футболіст, нападник та лівий вінґер донецького «Шахтаря».

## Життєпис
Народився в місті Палмаріс, штат Пернамбуку. Футболом розпочав займатися в академії «Спорт Ресіфі», але згодом перебрався до іменитішого «Сан-Паулу». У сезоні 2021 року виступав за «Сан-Паулу U-17», за який відзначився 18-ма голами у 28-ми матчах. У сезоні 2022 року дебютував за «Сан-Паулу U-20», у складі молодіжної команди «городян» відзначився 5-ма голами та 5-ма результативними передачами у 24-х матчах молодіжного чемпіонату Бразилії та кубку штату Сан-Паулу. За першу команду «Сан-Паулу» не провів жодного поєдинку.

### «Шахтар»
13 липня 2023 року у ЗМІ з'явилася інформація, що «Шахтар» погодив з «Сан-Паулу» перехід Невертона. За даними інформаційного порталу transfermarkt сума переходу склала близько 20 мільйонів бразильських реалів (близько 3,6 мільйона євро).  Зрештою, 21 липня 2023 року «Шахтар» офіційного оголосив про перехід бразильця до українського клубу. Бразилець підписав контракт з новою командою розрахований до 30 червня 2028 року. Очікувалося, що бразилець складе конкуренцію на правому фланзі атаки українським гравцям Олександру Зубкову, Олексію Кащуку, Мар'яну Шведу та співвітчизнику Педріньйо.
У футболці донецького клубу дебютував 29 липня 2023 року в переможному (2:1) виїзному поєдинку 1-го туру Прем'єр-ліги України проти харківського «Металіста 1925». Невертон вийшов на поле на 72-й хвилині замість Олексія Кащука.

## Титули та досягнення
«Шахтар»
- Чемпіон України: 2023/24
- Володар Кубка України: 2023/24, 2024/25